# Charles Seeger
Charles Louis Seeger (ur. 14 grudnia 1886 w Meksyku, zm. 7 lutego 1979 w Bridgewater w stanie Connecticut) – amerykański etnomuzykolog.

## Życiorys
Studiował na Harvard University, który ukończył w 1908 roku. Od 1910 do 1911 roku przebywał w Niemczech, gdzie był dyrygentem w Kolonii. Po powrocie do Stanów Zjednoczonych wykładał w latach 1912–1919 na Uniwersytecie Kalifornijskim w Berkeley. W kolejnych latach uczył w Nowym Jorku w Institute od Musical Art (1921–1935) i New School for Social Research (1931–1935). Od 1935 roku działał w Waszyngtonie, gdzie pracował w administracji rządowej jako konsultant muzyczny Resettlement Administration (1935–1937) i zastępca dyrektora Federal Music Project of the Work Progress Administration (1937–1941). Od 1941 do 1953 roku był dyrektorem sekcji muzycznej Unii Panamerykańskiej. Nadzorował prowadzenie badań terenowych na obszarze Ameryki Północnej i Ameryki Łacińskiej, których owocem był wydany wspólnie z jego drugą żoną Ruth Crawford Seeger oraz J.A. Lomaxem i Alanem Lomaxem zbiór Folk Song: USA.
W 1930 roku założył New York Musicological Society, w 1934 roku przekształcone w American Musicological Society, którego w latach 1930–1934 i 1945–1946 był prezesem. Pełnił funkcję przewodniczącego American Society for Comparative Musicology (1935) i Society of Ethnomusicology (1960–1961). W latach 1960–1970 wykładał w Institute of Ethnomusicology na Uniwersytecie Kalifornijskim w Los Angeles.
Był zwolennikiem uniwersalnej muzykologii, obejmującej zakresem swojego badania wszystkie kultury muzyczne świata. Opracował kompleksowy diagram o nazwie „Konspekt źródeł procesu muzykologicznego”, obejmujący różne czynniki mające wpływ na muzykę, począwszy od właściwości akustycznych dźwięków po koncepcje opracowane w ramach danej tradycji historycznej. Uważał, że muzykę i idiomy muzyczne należy definiować z perspektywy społecznej. Rozróżnił zapis preskryptywny, czyli plan wykonania utworu, od zapisu deskryptywnego, czyli transkrypcji etnomuzykologicznej stanowiącej raport z danego wykonania. Od lat 30. XX wieku stosował do zapisu muzycznego melograf.
Jego synem był muzyk Pete Seeger.

## Prace
(na podstawie materiałów źródłowych)
- Harmonic Structure and Elementary Composition (Berkeley 1916; wspólnie z E.G. Stricklenem)
- Music and Recreation (Waszyngton 1940)
- Folk Song: USA (Nowy Jork 1947, 2. wyd. zrewid. 1975; wspólnie z Ruth Crawford Seeger, J.A. Lomaxem i Alanem Lomaxem)
- Music and Society: New World Evidende of Their Relationship (Waszyngton 1953)
- Studies in Musicology, 1933–1975 (Berkeley 1977)
- Essays for a Humanist: An Offering to Klaus Wachsmann (Nowy Jork 1977, redaktor)
- Studies in Musicology  II, 1929–1979 (Berkeley 1994, red. Ann M. Pescatello)